# Patte d'oie
Patte d'oie  (da. gåsefod) er et fransk udtryk der inden for havekunsten bruges om de allésystemer der samles i ét punkt ved slottet i en barokhave;  tre eller flere alléer kan sprede sig ud fra et enkelt punkt.
- Patte d'oie
- En gåsefod har lagt navn til dette designprincip med tre eller flere alléer der stråler ud fra et punkt
- Slotshaven i Versailles
- Haven ved Fredensborg Slot